# (3051) Nantong
(3051) Nantong (1974 YP) – planetoida z pasa głównego asteroid okrążająca Słońce w ciągu 4,18 lat w średniej odległości 2,59 j.a. Odkryta 19 grudnia 1974 roku.